# Pato-escuro-americano
O pato-escuro-americano (Anas rubripes) é um grande pato da família Anatidae. Foi descrito por William Brewster [en] em 1902. É a espécie mais pesada do gênero Anas, pesando em média de 720 a 1.640 g e medindo de 54 a 59 cm de comprimento e 88 a 95 cm de envergadura. Sua coloração é um pouco parecida com a do pato-real, mas sua plumagem é mais escura. A aparência do macho e da fêmea é geralmente semelhante, mas o bico do macho é amarelo, enquanto o da fêmea é verde-escuro com marcas escuras na mandíbula superior. É nativo do leste da América do Norte. Durante a época de reprodução, geralmente é encontrado em áreas úmidas costeiras e de água doce de Saskatchewan até o Atlântico no Canadá e nos Grandes Lagos e Montanhas Adirondack nos Estados Unidos. É uma espécie parcialmente migratória, que passa o inverno principalmente no centro-leste dos Estados Unidos, especialmente nas áreas costeiras.
Ele se reproduz regular e extensivamente com o pato-real, com o qual tem parentesco próximo. A fêmea põe de seis a quatorze ovos, que têm casca lisa e apresentam tons variados de branco e verde-amarelado. A eclosão leva em média 30 dias. A incubação geralmente leva de 25 a 26 dias, com ambos os sexos dividindo as tarefas, embora o macho geralmente defenda o território até que a fêmea chegue à metade do período de incubação. Depois que os ovos eclodem, a galinha leva a ninhada para áreas de criação com abundância de invertebrados e vegetação.
O pato-escuro-americano é considerado uma espécie pouco preocupante pela União Internacional para a Conservação da Natureza (IUCN), embora algumas populações da espécie estejam em declínio. Há muito tempo ele é reconhecido como ave de caça. A destruição de habitat devido à drenagem, ao aquecimento global, à ocupação de áreas úmidas devido à urbanização e ao aumento do nível do mar são os principais motivos do declínio da população do pato-escuro-americano. O Serviço de Pesca e Vida Selvagem dos Estados Unidos tem comprado e gerenciado o habitat dessa espécie em muitas áreas para apoiar as populações migratórias de parada, invernagem e reprodução. A Atlantic Coast Joint Venture também protege o habitat por meio de projetos de restauração e aquisição de terras, principalmente em suas áreas de invernagem e reprodução.

## Taxonomia e etimologia
O ornitólogo americano William Brewster [en] descreveu o pato-escuro-americano como Anas obscura rubripes, que significa "pato-escuro-de-patas-vermelhas", em seu artigo de referência "An undescribed form of the black duck (Anas obscura)", publicado no The Auk em 1902, para distinguir entre os dois tipos de patos-escuros encontrados na Nova Inglaterra. Um deles foi descrito como sendo comparativamente pequeno, com pernas marrons e bico oliváceo ou escuro, e o outro como sendo comparativamente maior, com um tom de pele mais claro, pernas vermelhas brilhantes e bico amarelo-claro. O maior dos dois foi descrito como Anas obscura pelo naturalista alemão Johann Friedrich Gmelin em 1789 na 13ª edição do Systema Naturae, Parte 2, e ele o baseou no "pato-escuro" do naturalista galês Thomas Pennant. O nome científico atual, Anas rubripes, é derivado do latim, com Anas significando "pato" e rubripes vindo de ruber, "vermelho", e pes, "pé".
Pennant, em Arctic Zoology, Volume 2, descreveu esse pato como sendo originário "da província de Nova York" e tendo "um bico longo e estreito, tingido de azul; queixo branco; pescoço marrom-claro, com linhas escuras para baixo". Características como bico preto-esverdeado, verde-oliva ou oliva-escuro; pernas marrom-oliváceas com no máximo uma coloração avermelhada; nuca e píleo quase uniformemente escuros; queixo e garganta sem manchas; marcas finas lineares e escuras no pescoço e nas laterais da cabeça, em vez de pretas, não variam com a idade ou a estação.

## Descrição

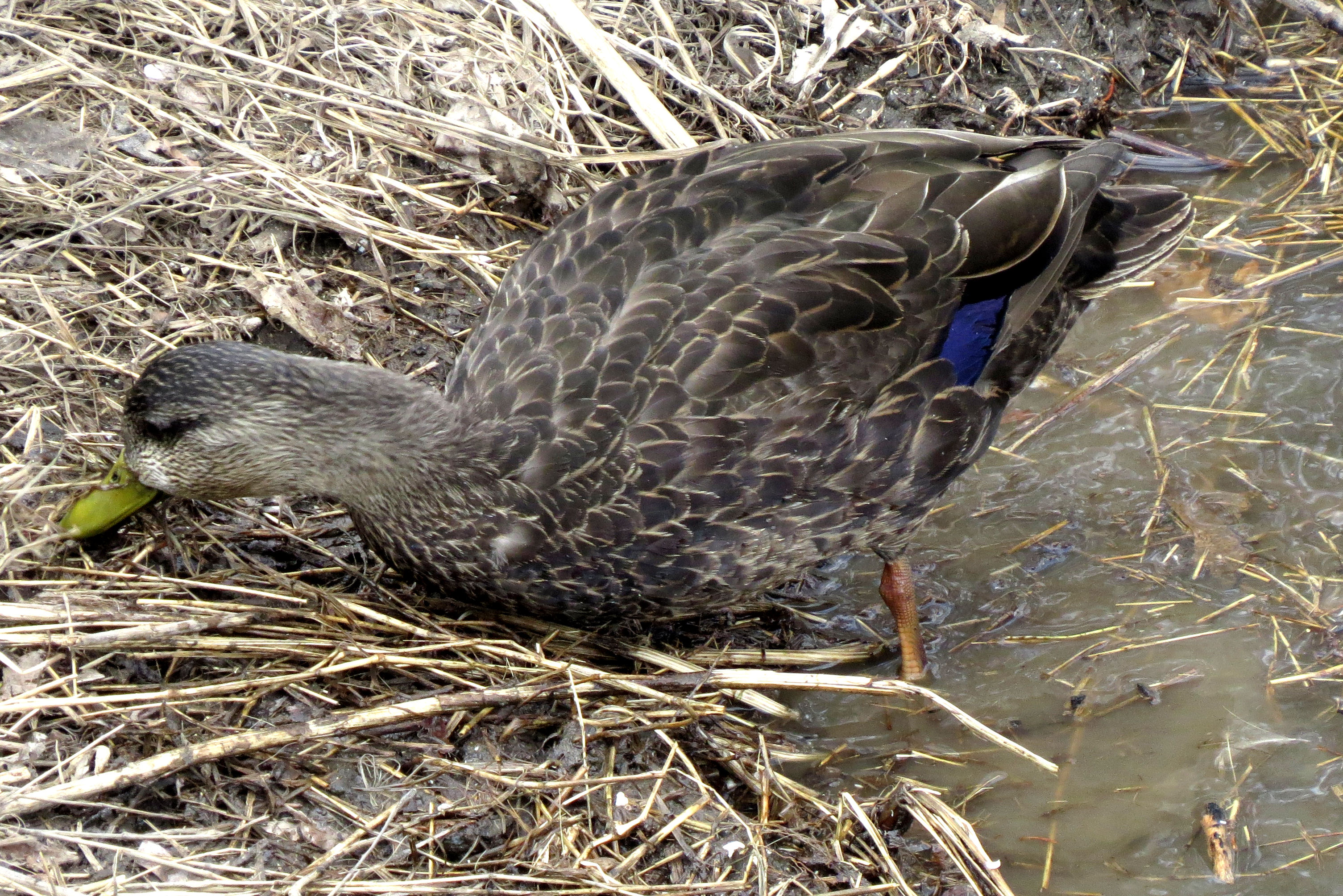
Macho com bico amarelo e espelho à mostra.

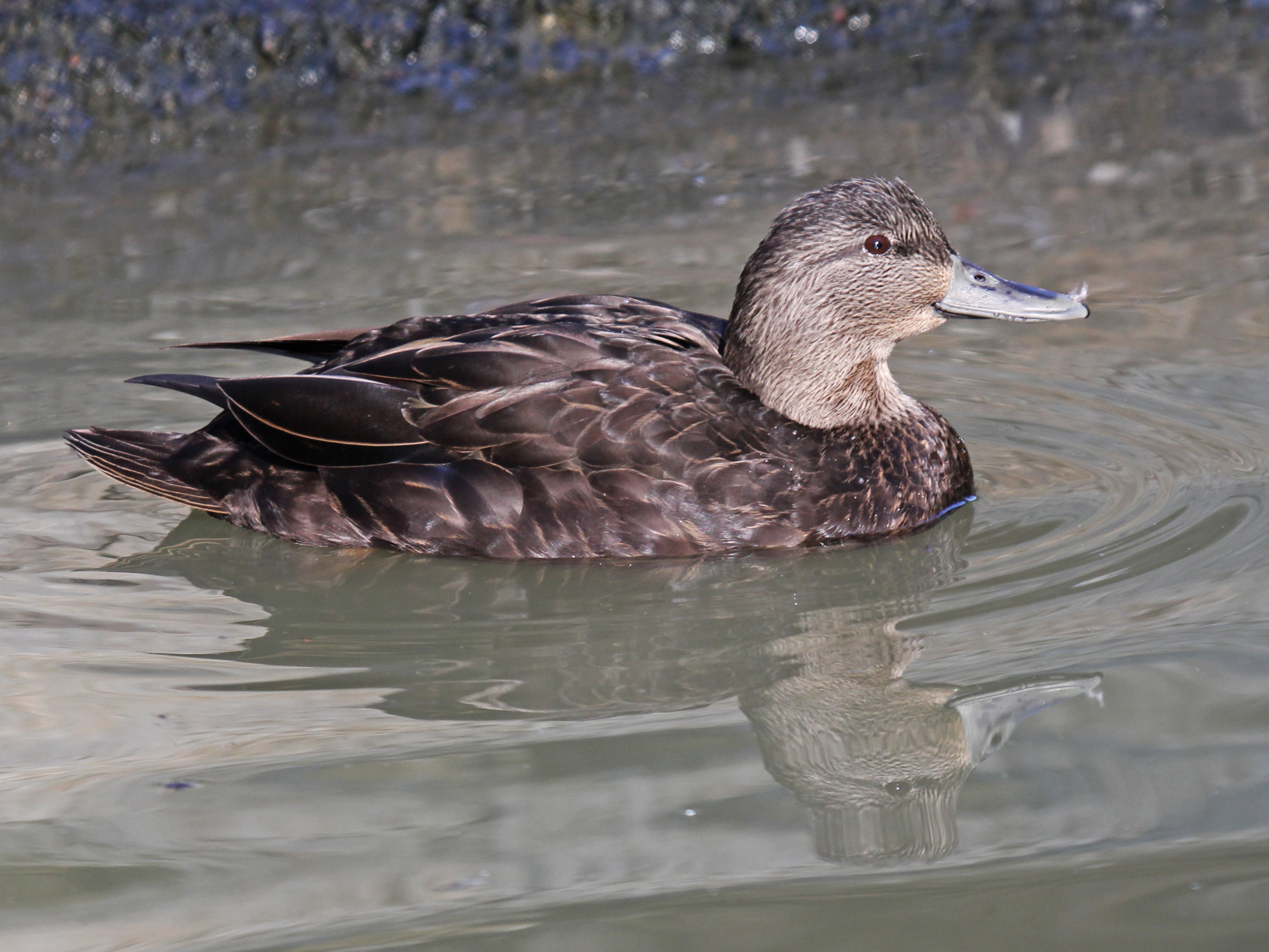
Fêmea com um bico verde fosco.

O pato-escuro-americano pesa de 720 a 1.640 g e mede de 54 a 59 cm de comprimento e 88 a 95 cm de envergadura. Essa espécie tem a maior média de massa corporal do gênero Anas, com uma amostra de 376 machos com média de 1,4 kg e 176 fêmeas com média de 1,1 kg, embora seu tamanho seja tipicamente muito semelhante ao do pato-real. A coloração do pato-escuro-americano se assemelha um pouco à da fêmea do pato-real, embora a plumagem do pato-escuro seja mais escura. Os machos e as fêmeas geralmente têm aparência semelhante, mas o bico do macho é amarelo, enquanto o da fêmea é verde-escuro com marcas escuras na parte superior da mandíbula, que ocasionalmente é salpicada de preto. A cabeça é marrom, mas é um pouco mais clara do que o corpo marrom-escuro. As bochechas e a garganta são listradas de marrom, com uma listra escura passando pela coroa e pelos olhos escuros. Os espelhos nas penas são azul-violeta iridescente com margens predominantemente pretas. Os pés carnudos e alaranjados do pato têm membranas escuras.
Tanto o macho quanto a fêmea do pato-escuro-americano produzem cantos semelhantes aos de seu parente próximo, o pato-real, com a fêmea produzindo uma sequência alta de grasnidos que diminuem de tom.
Durante o voo, o revestimento branco das asas inferiores pode ser visto em contraste com a parte inferior do corpo e a parte superior enegrecidas. O espelho púrpura não tem faixas brancas na frente e atrás e raramente tem uma borda traseira branca. Um crescente escuro é visível nas coberturas primárias medianas da asa inferior.
Os juvenis se assemelham às fêmeas adultas, mas têm bordas pálidas estreitas e quebradas das penas da parte inferior, o que dá uma aparência levemente listrada em vez de recortada, e a aparência geral é mais marrom em vez de uniformemente preta. Os machos juvenis têm pés marrom-alaranjados, enquanto as fêmeas juvenis têm pés marrons e um bico verde-acinzentado escuro.

## Distribuição e habitat

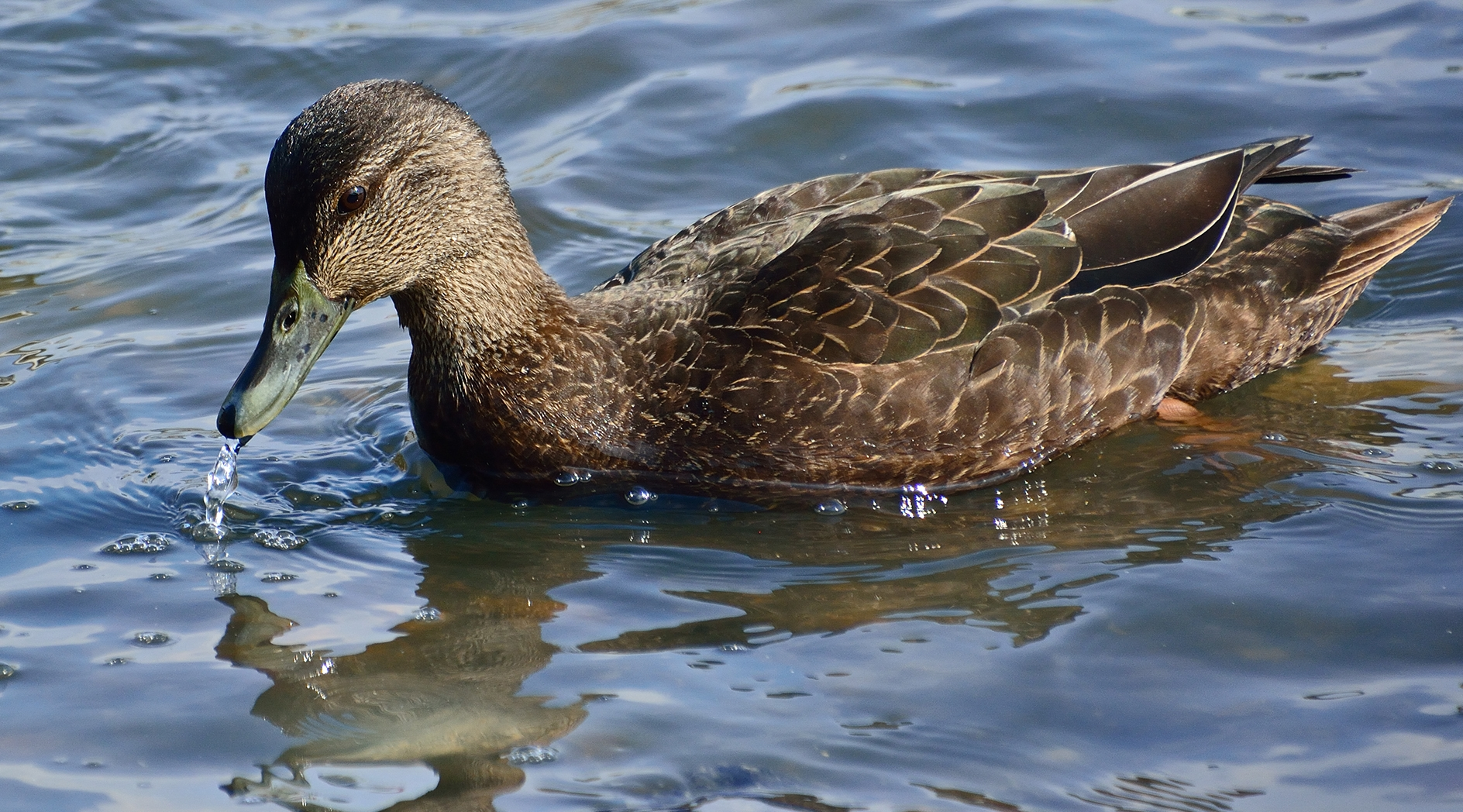
Anas rubripes fêmea, Rio Hudson, Nova Jersey, EUA.

O pato-escuro-americano é endêmico do leste da América do Norte. No Canadá, a área de distribuição se estende do nordeste de Saskatchewan até a ilha de Terra Nova e Labrador. Nos Estados Unidos, ele é encontrado no norte de Illinois, Michigan, Nova Jersey, Ohio, Connecticut, Vermont, Dakota do Sul, centro da Virgínia Ocidental, Maine e na costa do Atlântico até a Carolina do Norte.
O pato-escuro-americano é um generalista de habitat, pois está associado a pântanos de maré e está presente durante todo o ano em pântanos salgados do Golfo do Maine até a costa da Virgínia. Ele geralmente prefere água doce e áreas úmidas costeiras em todo o nordeste dos Estados Unidos, incluindo pântanos, estuários e margens de lagoas e rios com amieiros salpicados. Ele também habita lagoas de castores, lagos rasos com juncos e canas, pântanos em florestas abertas boreais e florestas decíduas temperadas. Populações em Vermont também foram encontradas em lagoas glaciais cercadas por pântanos. Durante o inverno, o pato-escuro-americano habita principalmente pântanos salobros que margeiam baías, pântanos agrícolas, madeira inundada, campos agrícolas, estuários e áreas ribeirinhas. Os patos geralmente se protegem da caça e de outros distúrbios mudando-se para represas salobras e frescas em terras de preservação.

## Comportamento

### Alimentação
O pato-escuro-americano é uma espécie onívora com uma dieta diversificada. Ele se alimenta mergulhando em águas rasas e pastando em terra. Sua dieta vegetal inclui principalmente uma grande variedade de gramíneas e juncos de zonas úmidas, além de sementes, folhas e caules de raízes de plantas aquáticas. Sua dieta animal inclui moluscos, caracóis, anfípodes, insetos, mexilhões e peixes pequenos.
Durante a época de reprodução, a dieta do pato-escuro-americano consiste em aproximadamente 80% de alimentos vegetais e 20% de alimentos animais. A dieta de alimentos de origem animal aumenta para 85% durante o inverno. Durante a nidificação, a proporção de invertebrados aumenta. Os patos se alimentam principalmente de invertebrados aquáticos nos primeiros 12 dias após a eclosão, incluindo insetos aquáticos da neve, caracóis, efemerópteros, libélulas, besouros, moscas, frigânios e larvas. Depois disso, eles passam a comer sementes e outros alimentos vegetais.

### Reprodução

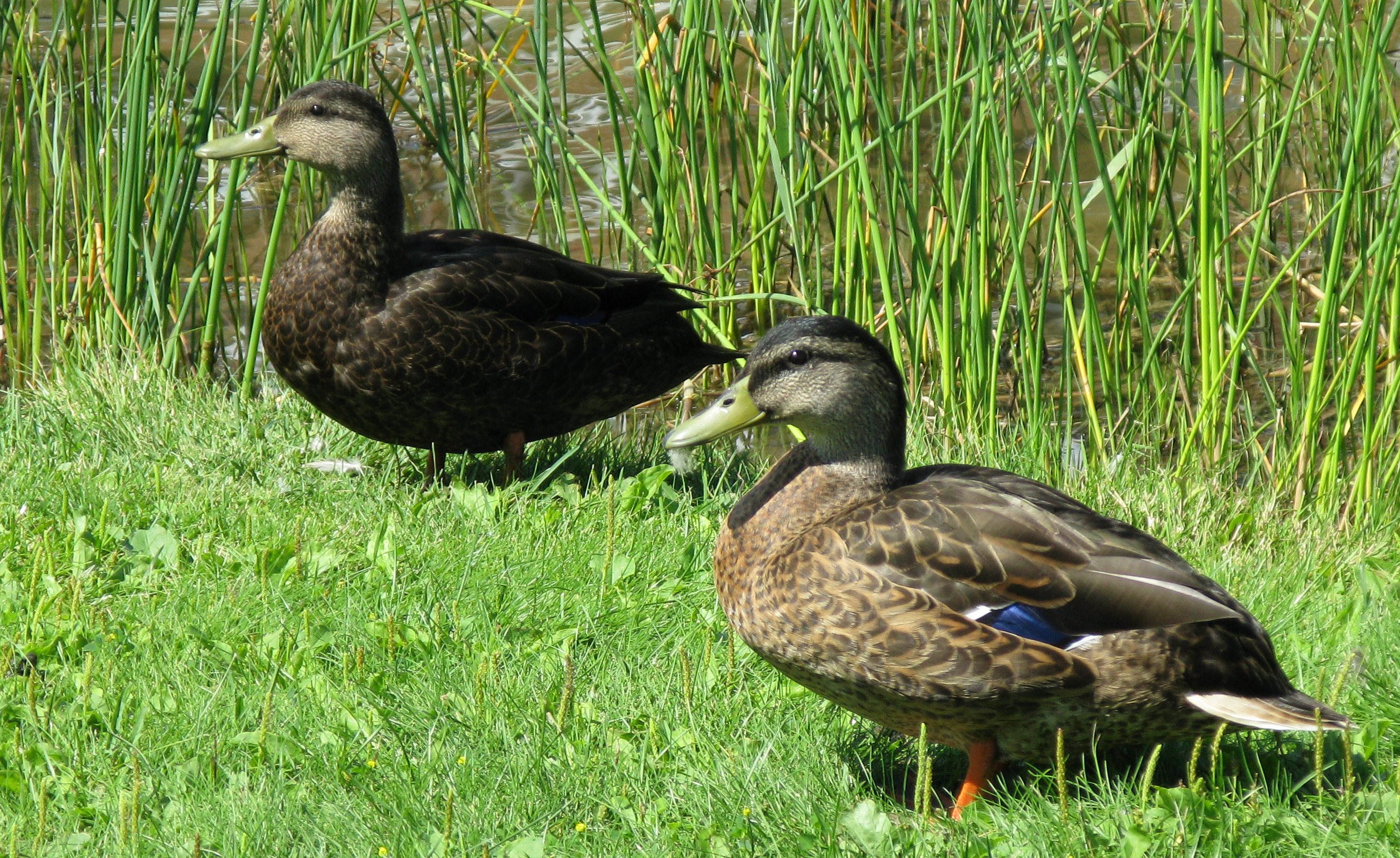
Uma fêmea de pato-escuro-americano (canto superior esquerdo) e um macho de pato-real (canto inferior direito).

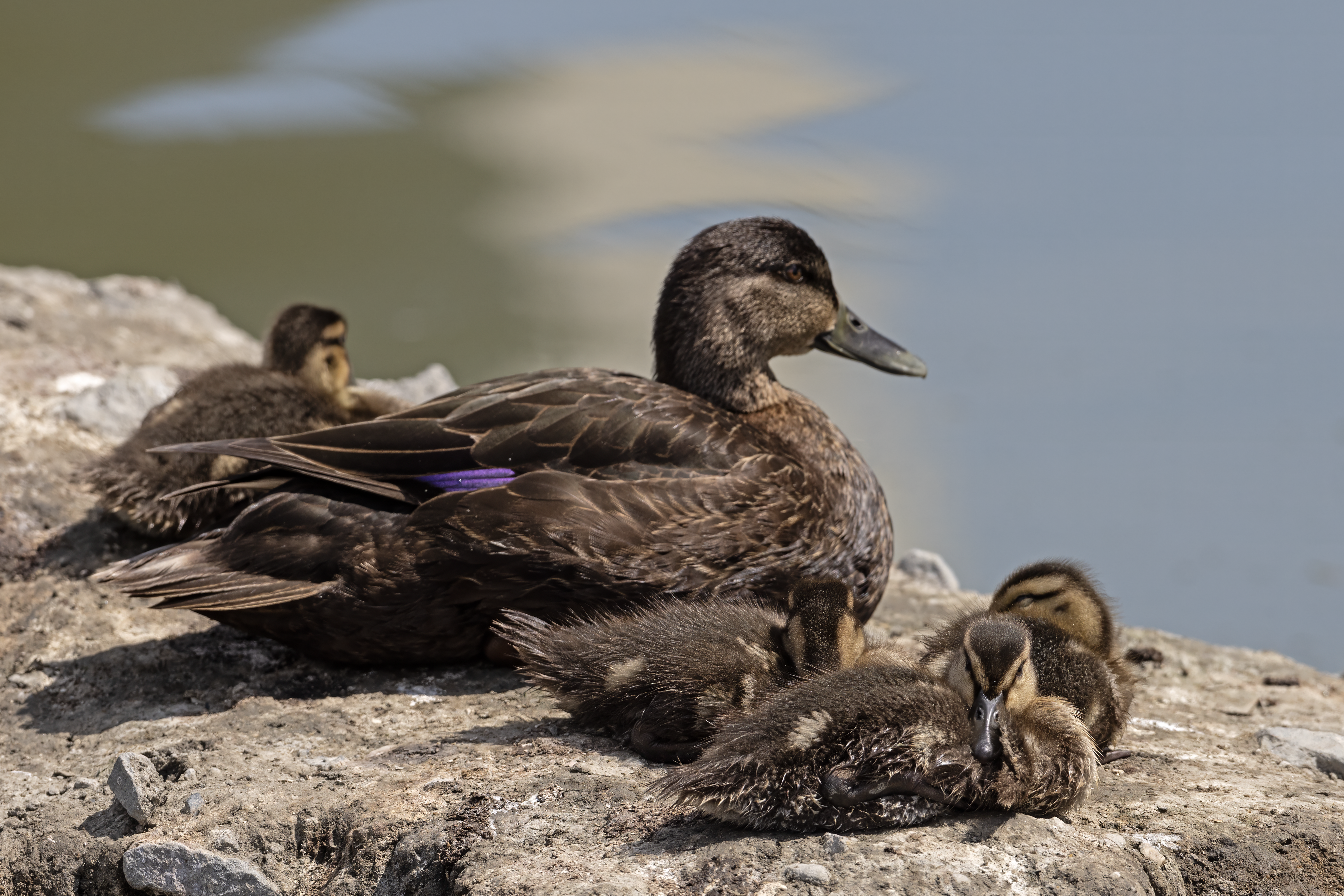
Um pato-escuro-americano adulto com quatro filhotes.

O habitat de reprodução inclui pântanos alcalinos, turfeiras ácidas, lagos, lagoas, rios, pântanos salobros e as margens de estuários e outros ambientes aquáticos no norte de Saskatchewan, Manitoba, Ontário, Quebec e nas províncias canadenses do Atlântico, além dos Grandes Lagos e das Montanhas Adirondack nos Estados Unidos. É parcialmente migratório, e muitos passam o inverno no centro-leste dos Estados Unidos, especialmente nas áreas costeiras; alguns permanecem o ano todo na região dos Grandes Lagos. Esse pato é um raro errante na Grã-Bretanha e na Irlanda, onde, ao longo dos anos, várias aves se estabeleceram e se reproduziram com o pato-real local. O híbrido resultante pode apresentar dificuldades consideráveis de identificação.
Os locais de nidificação são bem escondidos no solo, geralmente em terras altas. As ninhadas de ovos têm de seis a quatorze ovos, com cascas lisas e em tons variados de branco e verde-amarelado. Em média, eles medem 59,4 mm de comprimento, 43,2 mm de largura e pesam 56,6 g. A eclosão leva em média 30 dias. O período de incubação varia, mas geralmente leva de 25 a 26 dias. Ambos os sexos compartilham as tarefas, embora o macho geralmente defenda o território até que a fêmea chegue à metade do período de incubação. Depois que os ovos eclodem, a galinha leva a ninhada para áreas de criação com abundância de invertebrados e vegetação.
O pato-escuro-americano se reproduz regular e extensivamente com o pato-real, com o qual tem parentesco próximo. Algumas autoridades até consideram o pato-escuro-americano como uma subespécie do pato-real em vez de uma espécie separada. Judith Mank [en] argumenta que isso é um erro, pois a extensão da hibridização por si só não é um meio válido para delimitar as espécies de Anas.

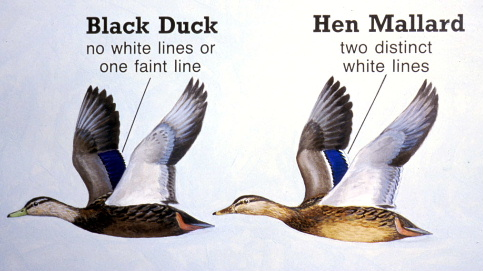
Gráfico mostrando as diferenças entre o pato-escuro-americano e a fêmea do pato-real.

Foi proposto que o pato-escuro-americano e o pato-real eram anteriormente separados por preferência de habitat, com a plumagem escura do pato-escuro-americano dando a ele uma vantagem seletiva em poças de florestas sombreadas no leste da América do Norte, e a plumagem mais clara do pato-real dando a ele uma vantagem em pradarias e lagos de planícies mais claros e abertos. De acordo com esse ponto de vista, o recente desmatamento no leste e o plantio de árvores nas planícies romperam essa separação de habitat, levando aos altos níveis de hibridização observados atualmente. No entanto, as taxas de hibridização do passado são desconhecidas nessa e na maioria das outras zonas híbridas de aves, e, no caso do pato-escuro-americano, presume-se apenas que as taxas de hibridização do passado eram menores do que as observadas atualmente. Além disso, sabe-se que muitas zonas híbridas de aves são estáveis e duradouras, apesar da ocorrência de cruzamentos extensos. Atualmente, é muito difícil distinguir o pato-escuro-americano e o pato-real local por meio de comparações de microssatélites, mesmo que muitos espécimes sejam amostrados. Ao contrário do que afirma esse estudo, a questão de o haplótipo americano ser uma linhagem original do pato-real está longe de ser resolvida. A declaração deles, "Os patos-escuros do norte agora não são mais distintos dos patos selvagens do que seus conspecíficos do sul" só é verdadeira em relação aos marcadores moleculares testados. Como as aves indistinguíveis de acordo com o conjunto de marcadores de microssatélites ainda podem parecer diferentes, há outras diferenças genéticas que simplesmente não foram testadas no estudo.
Em estudos em cativeiro, descobriu-se que os híbridos seguem a regra de Haldane, com as fêmeas híbridas frequentemente morrendo antes de atingir a maturidade sexual, apoiando assim o argumento de que o pato-escuro-americano é uma espécie distinta.

### Predadores e perigos do ninho
Os principais predadores de ninhos do pato-escuro-americano incluem corvos-americanos, gaivotas e guaxinins, especialmente em ninhos de árvores. Gaviões e corujas também são grandes predadores de adultos. As rãs-touro e as tartarugas-mordedoras comem muitos filhotes. Os filhotes frequentemente contraem doenças causadas por parasitas sanguíneos protozoários transmitidos por picadas de insetos, como as moscas-negras. Eles também são vulneráveis ao envenenamento por chumbo, conhecido como plumbismo, devido aos seus hábitos alimentares de forrageamento no fundo do mar.

## Status e conservação
Desde 1988, o pato-escuro-americano é classificado como espécie pouco preocupante na Lista Vermelha da IUCN. Isso se deve ao fato de a área de distribuição dessa espécie ser extremamente ampla, o que não está próximo do limite de espécies vulneráveis. Além disso, a população total é grande e, embora esteja em declínio, não é rápido o suficiente para tornar a espécie vulnerável. Há muito tempo é reconhecida como ave de caça, pois é extremamente cautelosa e voa rápido. A destruição de habitat devido à drenagem, o ocupação de áreas úmidas devido à urbanização, o aquecimento global e o aumento do nível do mar são os principais motivos para o declínio da população. Alguns conservacionistas consideram a hibridização e a competição com o pato-real como uma fonte adicional de preocupação caso esse declínio continue. A hibridização em si não é um grande problema; a seleção natural garante que os indivíduos mais bem adaptados tenham o maior número de descendentes. No entanto, a viabilidade reduzida dos híbridos femininos faz com que algumas ninhadas fracassem a longo prazo devido à morte da prole antes de se reproduzir. Embora isso não seja um problema para o abundante pato-real, pode causar uma pressão adicional na população do pato-escuro-americano. Uma pesquisa recente realizada para a Delta Waterfowl Foundation [en] sugere que os híbridos são resultado de cópulas forçadas e não de uma escolha normal de acasalamento por parte das fêmeas.
O Serviço de Pesca e Vida Selvagem dos Estados Unidos continuou a adquirir e gerenciar o habitat em muitas áreas para apoiar as populações migratórias de parada, invernagem e reprodução do pato-escuro-americano. Além disso, o Refúgio Nacional de Vida Selvagem de Montezuma [en] adquiriu e restaurou mais de 1.000 acres de áreas úmidas para fornecer habitat de parada para mais de 10.000 patos-escuros-americanos durante a migração de outono. Além disso, a Atlantic Coast Joint Venture vem protegendo o habitat do pato-escuro-americano por meio de projetos de restauração de habitat e aquisição de terras, principalmente em suas áreas de invernagem e reprodução. Em 2003, uma Estrutura de Conservação da Floresta Boreal foi adotada por organizações de conservação, indústrias e Primeiras Nações para proteger as florestas boreais canadenses, incluindo a área de reprodução do pato-escuro-americano no leste do Canadá.